# Cerritos (San Miguel de Allende)
Cerritos es una localidad del estado mexicano de Guanajuato. Es parte del municipio de San Miguel de Allende.

## Demografía
| Gráfica de evolución demográfica |
|                                  |

| Censo | Población |
| ----- | --------- |
| 1900  | 398       |
| 1910  | 795       |
| 1921  | 538       |
| 1930  | 321       |
| 1940  | 585       |
| 1950  | 498       |
| 1960  | 652       |
| 1970  | 717       |
| 1980  | 736       |
| 1990  | 904       |
| 2000  | 889       |
| 2010  | 1 015     |
| 2020  | 1 186     |